# Washington State Cougars (koszykówka mężczyzn)
Męska drużyna koszykówki Washington State Cougars (pol. Kuguary) – amerykański klub koszykarski, reprezentujący Uniwersytet Stanu Waszyngton. Występuje w rozgrywkach ligi akademickiej NCAA Division I, w konferencji Pac-12. "Kuguary" rozgrywają swoje spotkania w Beasley Coliseum.

W 1936, Helms Athletic Foundation przyznało drużynie "Kuguarów" Mythical National Championship za rok 1917.

## Trenerzy

### George Raveling (1972–83)
W 1972 stanowisko trenera objął George Raveling i to właśnie za jego kadencji, w późnych latach 70' na mecze zaczęły przychodzić coraz większe tłumy ludzi. Podczas swojej 11-letniej pracy z Cougars udało mu się dwukrotnie zakwalifikować do NCAA Tournament. Podczas swojego pobytu na ławce trenerskiej Kuguarów zanotował bilans 167-136.

### Kelvin Sampson (1987–94)
Dołączył do drużyny początkowo jako asystent trenera w 1985, aby w 1987 objąć stanowisko głównego trenera. W 1991 roku drużyna Kuguarów wygrała sezon pod jego wodzą, a on sam został wybrany trenerem roku w konferencji Pac-10 (dzisiejsza Pac-12). W 1992 Cougars osiągnęli bilans 22-11, a w 1994 20-11, dzięki czemu Sampson stał się jednym z czterech trenerów którym udało się osiągnąć bilans co najmniej 20 zwycięstw w sezonie prowadząc drużynę Washington State. W swoim ostatnim sezonie na uczelni, udało mu się wprowadzić Kuguary do NCAA Tournament.

### Dick Bennet (2003–06)
Został zatrudniony na stanowisku głównego szkoleniowca 29 marca 2003. Budował on drużynę wokół dwójki weteranów, Thomasa Kelatiego i Jeffa Varema. Pod jego wodzą Kuguarom udało się pokonać wyżej notowane drużyny, z którymi z reguły ponosili porażki: UCLA, Stanford i Arizona. Po sezonie 2005/2006 przekazał drużynę w ręce swojego syna Tony'ego Benneta.

### Tony Bennet (2006–09)
W sezonie 2006/2007 poprowadził Cougars do świetnego bilansu 26-8, oraz doprowadził zespół do drugiej rudny NCAA Tournament. Był to pierwszy występ w turnieju od 1994 roku. Po tym sezonie Bennet wygrał nagrodę AP Coach of the Year, oraz został okrzyknięty trenerem roku przez portal Rivals.com.

Sezon 2007/2008 zaowocował również dodatnim bilansem 26-9. Cougars zakwalifikowali się do Sweet Sixteen, wcześniej pokonując w pierwszej rundzie Winthrop Eagles i w drugiej Notre Dame Fighting Irish. Tony po raz drugi z rzędu wyrównał rekord zwycięstw w sezonie regularnym – 26.

Sezon 2008/2009 był najgorszym, a zarazem ostatnim pod wodzą Beneta, ponieważ zespół opuściło kilku kluczowych graczy. Kuguary zanotowały bilans 17-16, nie łapiąc się do NCAA Torunament, ale udało im się zakwalifikować do NIT, gdzie odpadli w pierwszej rundzie z wyżej rozstawionymi Saint Mary's Gaels.

### Pozostali trenerzy
John B. Evans (1901–03) 

James N. Ashmore (1904–05)

Everett M. Sweeley (1905–07)

John R. Bender (1907–08)

Fred Bohler (1908–26) 

Karl Schlademan (1926–28)

Jack Friel (1928–58)

Marv Harshman (1959–71) 

Bob Greenwood (1971–72)

George Raveling (1972–83)

Len Stevens (1983–87) 

Kelvin Sampson (1987–94)

Kevin Eastman (1994–99)

Paul Graham (1999-2003)

Dick Bennett (2003–06)

Tony Bennett (2006–09)

Ken Bone (2009- )